# Nossa Senhora do Rosário (Lagoa)
Nossa Senhora do Rosário é uma freguesia portuguesa do município de Lagoa, nos Açores, com 6,21 km² de área e 5407 habitantes (censo de 2021). A sua densidade populacional é 870,7 hab./km².
Com lugares desta freguesia foi criada a freguesia de Cabouco em 1980.

## Demografia
A população registada nos censos foi:
| Distribuição da População por Grupos Etários | Distribuição da População por Grupos Etários | Distribuição da População por Grupos Etários | Distribuição da População por Grupos Etários | Distribuição da População por Grupos Etários |
| -------------------------------------------- | -------------------------------------------- | -------------------------------------------- | -------------------------------------------- | -------------------------------------------- |
| Ano                                          | 0-14 Anos                                    | 15-24 Anos                                   | 25-64 Anos                                   | > 65 Anos                                    |
| 2001                                         | 1297                                         | 919                                          | 2666                                         | 519                                          |
| 2011                                         | 1051                                         | 833                                          | 2933                                         | 579                                          |
| 2021                                         | 867                                          | 679                                          | 3090                                         | 771                                          |